# Ernest Walter Brooks
Ernest Walter Brooks (30 de agosto de 1863 - 26 de marzo de 1955) fue un historiador inglés y erudito del siríaco. Se formó en el Eton College y posteriormente estudió griego y latín en el King's College de Cambridge, donde también fue profesor adjunto de Estudios clásicos, obteniendo su grado en 1887. Más tarde residió en Londres y, desde finales de la década de 1920, en Ginebra, trabajando como investigador universitario independiente. En 1941 se retiró a Hampshire. Se especializó en la traducción de textos históricos siríacos al inglés, destacando por su extensa producción en este campo. Además, realizó investigaciones sobre historia bizantina y contribuyó con The Cambridge Medieval History (1911-1923).
Tras recibir un doctorado honoris causa de la Universidad de Lovaina en 1927, fue elegido miembro de la Academia Británica en 1938, aunque renunció en 1941. Su esposa, Ellen, era hija del mayor general británico G. B. Mellersh.

## Obras traducidas
- The Syriac Chronicle known as that of Zachariah of Mitylene (1899, con F. J. Hamilton)
- The Sixth Book of Select Letters of Severus (2 volúmenes; 1902-1904)
- Chronica Minora, II–III (CSCO 3, 5–6; 1904, 1906; con I. Guidi y J.-B. Chabot)
- Vitae virorum apud monophysitas celeberrimorum (CSCO 7-8; 1907; incluye la vida de Juan de Tella )
- Hymns of Severus (PO 6-7; 1909-1911)
- Eliae Metropolitae Nisibeni Opus Chronologicum, I (CSCO 62-63; 1910)
- Severo de Antioquía: una colección de cartas (PO 12, 14; 1919-1920)
- Historia Ecclesiastica Zachariae Rhetori vulgo adscripta , I–II (CSCO 83-84, 87-88; 1919, 1921, 1924)
- Juan de Éfeso, Vidas de los santos orientales (PO 17-19; 1923-1925)
- Johannis Ephesini Historiae Ecclesiasticae pars tertia (CSCO 105-106; 1935-1936)